# Mevrouw Puff
Mevrouw Puff is een fictief karakter uit de serie SpongeBob SquarePants.
Mevrouw Puff is lerares op de vaarschool in Bikinibroek. Ze geeft daar onder andere SpongeBob les.

## Trivia
- Mevrouw Puff is een kogelvis, ze wordt vaak opgeblazen zodra SpongeBob tijdens de lessen een ongeluk veroorzaakt. Hierop zegt ze altijd: "Waarom, SpongeBob? Waarom?" waarna ze wordt afgevoerd door ambulancepersoneel.
- Mevrouw Puff is getrouwd geweest met Meneer Puff, maar deze is op een tragische manier aan zijn einde gekomen. Het blijkt dat Meneer Puff is gevangen en gedood. Mevrouw Puff wil hier liever niet over praten.